# أيلتون أليماو
أيلتون فيريرا أنانياس (بالبرتغالية: Aylton Ferreira Ananias) (مواليد 22 أبريل 1988)، المعروف باسم أيلتون أليماو (بالبرتغالية: Aylton Alemão)، هو لاعب كرة قدم برازيلي، يشغل مركز قلب الدفاع مع نادي إس إتش بي دا نانغ الفيتنامي.

## المسيرة
وُلد في مدينة موجي داس كروزيز بالبرازيل، قضى أيلتون معظم مسيرته الكروية مع أندية مقرها في ولايتي ألاغواس وبيرنامبوكو. لعب في البرازيل مع أندية سالغويرو أتلتيكو كلوب، وفيتوريا دا كونكيستا، وجمعية أرابيراكا الرياضية، وغيرها. وفي عمان، لعب مع نادي السيب.
سجّل أيلتون هدفًا لصالح فريق سالغيرو في مواجهة نصف نهائي الدوري البرازيلي للدرجة الرابعة عام 2013، والتي انتهت بخسارة الفريق بمجموع (1–4) أمام بوتافوغو – بي بي. ورغم الهزيمة، ساهم هدفه في تأهل النادي إلى منافسات الدرجة الثالثة من الدوري البرازيلي لعام 2014.

## روابط خارجية
- أيلتون أليماو على موقع Soccerway.com (الإنجليزية)